# 正四尺玉

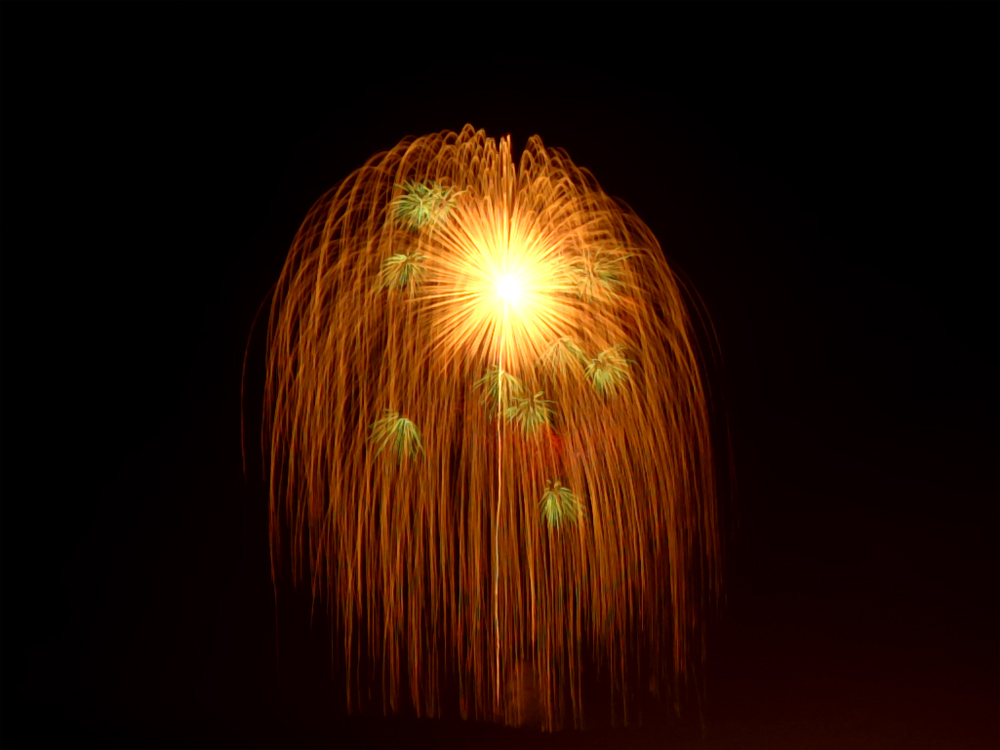
正四尺玉の花火、片貝まつり（新潟県小千谷市片貝町）2011年

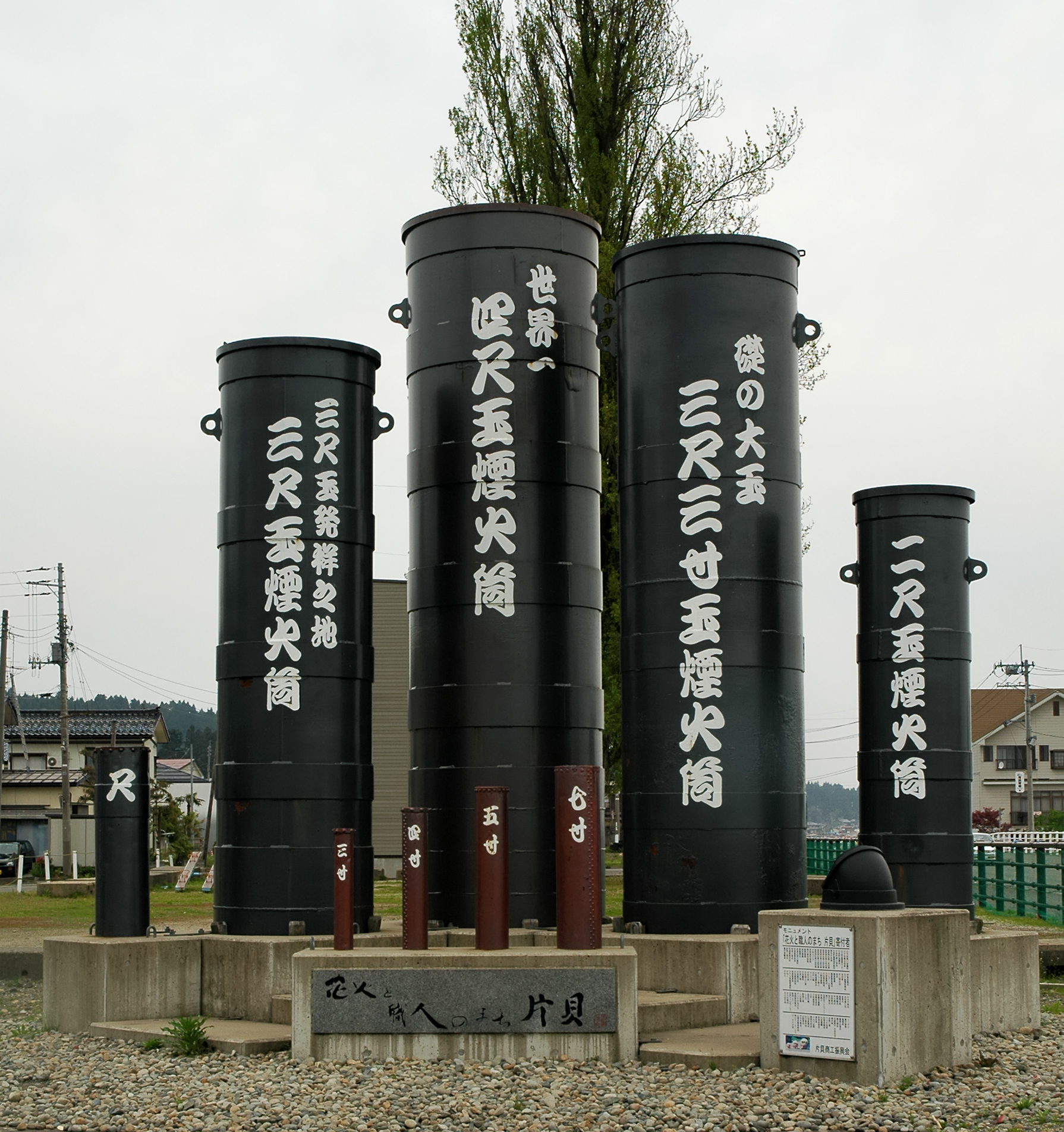
片貝まつりの花火打上用の煙火筒のモニュメント。一番大きい高さ5.2mの発煙筒が正四尺玉のためのもの。2006年3月撮影

正四尺玉（しょうよんしゃくだま）は、日本の打上花火の玉の一種で、直径がおよそ4尺（約120cm）のものを言う。
ここでは四尺玉（よんしゃくだま）に関する記事、花火のギネス世界記録についても記述している。

## 概要
新潟県小千谷市片貝町で開催される「片貝まつり」の四尺玉は、打ち上げ高度約800m、開花直径約800m、この四尺玉の直径約120cm（約4尺）、重量約420kg、打上用の煙火筒は高さ5.2m、厚さ1.8cmの鋼鉄製である。
1985年（昭和60年）9月10日、日本の片貝まつり（新潟県小千谷市片貝町開催）において永遠会（とわかい。小千谷市立片貝中学校第18回卒業生同窓会）が奉納し、片貝煙火工業の花火師・本田善治が打ち上げに成功し、後日「世界最大の打上花火」としてギネス・ワールドレコーズ（ギネスブック）に登録された。以来、正四尺玉の打ち上げは片貝まつりの定番となっており、二日間で「昇天銀竜黄金すだれ小割浮模様」「昇天銀竜黄金千輪二段咲き」の二種類の四尺玉花火が打ち上げられる。
1988年（昭和63年）北海道洞爺湖にてアルプス煙火工業（株）が水中花火の四尺六寸玉（重量約700kg、開花直径約1200m）の開発に成功する。開発成功させた四尺六寸玉が翌年に「世界最大の花火」としてギネス・ワールドレコーズ（ギネスブック）に登録された。
2013年（平成25年）10月12日、埼玉県鴻巣市において開催された「第12回こうのす花火大会」においてアルプス煙火工業（株）が四尺玉の打ち上げに成功した。
2014年（平成26年）10月11日「第13回こうのす花火大会」において、アルプス煙火工業（株）が四尺玉の打ち上げに再び成功し、花火玉の重量464.826kg「世界で最も重い打上げ花火（LARGEST AERIAL FIREWORK SHELL）」としてギネス・ワールドレコーズ（ギネスブック）に登録された。
これまで四尺玉に関するギネス・ワールドレコーズについては「世界最大の打上花火」「世界最大の花火」「世界で最も重い打上げ花火」の3つが認定されている。
2017年12月31日アメリカ合衆国の「Fireworks By Grucci」が「世界最大の花火」のギネス世界記録に挑戦。その記録は花火玉の直径約142cm、重量997kg。打ち上げは成功しこれまで日本が持っていたギネス世界記録が大幅に更新された。2021年現在のギネス記録は、2020年2月8日にコロラド州スティームボート・スプリングズで打ち上げられた、直径157.5cm、重さ1271kgの花火。

## 歴史
正四尺玉、四尺玉の打ち上げとそれに関連する事象。
- 1982年（昭和57年）9月：片貝まつりで永遠会が三尺三寸玉の打ち上げに成功[4]。
- 1983年（昭和58年）8月：長岡まつり（新潟県長岡市開催）で三尺五寸玉（火薬量120kg）の打ち上げに成功。
- 1984年（昭和59年）：この年42歳の学年である朗志（ろうし）会が正四尺玉の打ち上げることを決め、7月に片貝町で試し玉を打ち揚げて成功したものの、9月10日の片貝まつり本番では失敗に終わる。これら一連の行動に対し、財団法人サントリー文化財団より、ふるさとへの郷土愛を育てるコミュニティ活動としてサントリー地域文化賞を授与された。この挑戦後、旧通産省により最大火薬量が80kgに制限される。
- 1985年（昭和60年）9月10日：片貝まつりで永遠会が正四尺玉（火薬量80kg）の打ち上げに初めて成功し[4]、後日、ギネス・ワールド・レコーズに「世界最大の打上花火」と認定される[1]。これ以降は毎年の打ち上げが恒例化し、現在に至る[4]。
- 1988年（昭和63年）アルプス煙火工業が北海道の洞爺湖にて世界最大の水中花火、四尺六寸玉（重量約700kg、開花直径約1200m）の開発に成功する。
- 1989年（平成元年）アルプス煙火工業が水中花火として開発成功させた四尺六寸玉が「世界最大の花火」としてギネス・ワールドレコーズ（ギネスブック）に登録された。
- 1993年（平成5年）5月20日：正四尺玉等の打ち上げ成功者である本田善治が72歳で死去[4]。
- 1998年（平成10年）9月9日-10日：片貝まつりで9日と10日に正四尺玉が打ち上げられるも、開くことなく失敗に終わる[4]。一発は車道に落ちて粉砕したが、もう一発は畑に落ちて原形を留めていたため、火薬を抜いた上で片貝製作所[7]の歴史資料館に保存された[4]。
- 2001年（平成13年）：片貝まつりで、正四尺玉2発、三尺玉10発（三段打ちを含む）の過去最多の大玉の打ち上げに成功[4]。
- 2003年（平成15年）：主要人物として花火職人が登場するNHK連続テレビ小説『こころ』で片貝町がロケ地となり、また、片貝まつりで打ち上げられた正四尺玉等の花火も登場する。
- 2007年（平成19年）9月30日、テレビ番組「世界の果てまでイッテQ！」において、新潟県の花火師とタイ王国「萬綱ファイアーワークス」の協力で世界最大の打ち上げ花火、四尺三寸玉「四尺三寸大千輪」に挑戦した。タイ最大のリゾート地パタヤで打ち上げられた四尺三寸玉は上昇するも途中で失速し海へ落下。失敗に終わる。
- 2010年（平成22年）：片貝町を舞台とした実話に基づく日本映画『おにいちゃんのハナビ』が製作され、片貝町はロケ地にもなる[8][9]。片貝まつりで打ち上げられた正四尺玉等の花火も登場する。
- 2013年（平成25年）10月12日、「第12回こうのす花火大会」鳳凰乱舞（おおとりらんぶ）にてアルプス煙火工業が四尺玉の打ち上げに成功[10]。四尺玉の直径は参考値とされたが、大きさの基準は筒の直径で決められており四尺玉打ち上げ成功とされた。
- 2014年（平成26年）10月11日、「市制施行60周年記念・第13回こうのす花火大会」にてアルプス煙火工業が四尺玉の打ち上げに再び成功する。ギネス・ワールドレコーズの審査員立ち合いのもと審査が行われ、「世界で最も重い打上げ花火」（LARGEST AERIAL FIREWORK SHELL）としてギネス・ワールド・レコーズ（ギネスブック）に登録された[11]。
- 2017年（平成29年）12月31日、アメリカ合衆国の「Fireworks By Grucci」がアラブ首長国連邦のラアス・アル＝ハイマでニューイヤーイブを祝うセレモニーの一環としてこの世界最大の花火が打上げられ「世界最大の花火」のギネス世界記録に挑戦する。その記録は花火玉の直径約142cm、重量997kg。打ち上げは成功し（LARGEST AERIAL FIREWORK SHELL）としてギネス・ワールド・レコーズ（ギネスブック）が更新された。